# Rote Flora
Rote Flora er et besat autonomt hus i bydelen Schanzenviertel i Hamborg. Huset var tidligere et teater, og blev ved beslutningen om at omdanne det gamle traditionsrige teater til et musical teater besat. Huset har været besat siden november 1989.

Rote Flora organiserer jævnligt loppemarkeder, koncerter, fester og andre kulturelle begivenheder. Huset fungerer ligeledes som et samlingssted for antifascistiske, venstreorienterede og anarkistiske bevægelser.